# Adrian Kordon
Adrian Kordon (Cordon) (hebrejsky אנדריאן קורדון‎), (* 24. květen 1977 Sovětský svaz) je bývalý reprezentant Moldavska a Izraele v judu.
Na přelomu tisíciletí se s rodinou přestěhoval z Moldavska do města Petach Tikva v Izraeli. Později Izrael reprezentoval v judu, ale nepodařilo se mu kvalifikovat na letní olympijské hry.

## Výsledky
| Turnaj                               | Moldavsko | Moldavsko | Moldavsko | Moldavsko | Moldavsko | Izrael | Izrael | Izrael | Izrael | Izrael | Izrael | Izrael |
| Turnaj                               | 1997      | 1998      | 1999      | 2000      | 2001      | 2002   | 2003   | 2004   | 2005   | 2006   | 2007   | 2008   |
| ------------------------------------ | --------- | --------- | --------- | --------- | --------- | ------ | ------ | ------ | ------ | ------ | ------ | ------ |
| Mistrovství světa                    | dns       | -         | dns       | -         | dns       | -      | dns    | -      | 7.     | -      | dns    | -      |
| Mistrovství Evropy + bez rozdílu vah | dns       | dns       | dns       | dns       | dns       | dns    | dns    | 7.     | 3.     | dns    | dns    | úč.    |
| Mistrovství Evropy + bez rozdílu vah | dns       | úč.       | dns       | dns       | dns       | dns    | dns    | dns    | dns    | dns    | dns    | -      |
| ME juniorů                           | úč.       | -         | -         | -         | -         | -      | -      | -      | -      | -      | -      | -      |